# Miyazawa Yuki
Yuki Miyazawa (sinh ngày 13 tháng 3 năm 1991) là một cầu thủ bóng đá người Nhật Bản.

## Sự nghiệp câu lạc bộ
Yuki Miyazawa đã từng chơi cho Matsumoto Yamaga FC.